# Storgröe
Storgröe (Poa remota) är en art av växter som beskrevs av Forselles. Storgröe ingår i släktet gröen, och familjen gräs. Enligt den finska rödlistan är arten nära hotad i Finland. Enligt den svenska rödlistan är arten nära hotad i Sverige. Arten förekommer i Skåne, Öland, Kalmar län (fastlandet), Kronobergs län, Jönköpings län, Västra Götaland, Östergötland, Södermanland, Stockholms län, Uppland, Västmanland, Närke, Värmland, Dalarna, Gävleborgs län, Västernorrlands län, Jämtlands län, Västerbottens län och Norrbottens län. Arten har tidigare förekommit i Blekinge men är numera lokalt utdöd. Artens habitat är granmyrar. Inga underarter finns listade.